# Lijst van nummer 1-hits in Spanje in 2007
Deze hits stonden in 2007 op nummer 1 in de Spaanse Single Top 50, de bekendste hitlijst in Spanje.
| Datum        | Artiest             | Titel                       |
| ------------ | ------------------- | --------------------------- |
| 7 januari    | Rafa Gonzáles-Serna | Al final de palmera         |
| 14 januari   | Rafa Gonzáles-Serna | Al final de palmera         |
| 21 januari   | Rafa Gonzáles-Serna | Al final de palmera         |
| 28 januari   | Rafa Gonzáles-Serna | Al final de palmera         |
| 4 februari   | Rafa Gonzáles-Serna | Al final de palmera         |
| 11 februari  | Rafa Gonzáles-Serna | Al final de palmera         |
| 18 februari  | Fangoria            | Ni contigo ni sin           |
| 25 februari  | Fangoria            | Ni contigo ni sin           |
| 4 maart      | Deluxe              | Colillas en el suelo        |
| 11 maart     | Iron Maiden         | Different world             |
| 18 maart     | Rafa Gonzáles-Serna | Al final de palmera         |
| 25 maart     | Los Planetos        | Algerías del incendio       |
| 1 april      | Los Planetos        | Algerías del incendio       |
| 8 april      | Los Planetos        | Algerías del incendio       |
| 15 april     | Los Planetos        | Algerías del incendio       |
| 22 april     | Rafa Gonzáles-Serna | Al final de palmera         |
| 29 april     | Melanie C           | The moment you believe      |
| 6 mei        | Melanie C           | The moment you believe      |
| 13 mei       | Tata Golosa         | Micromania                  |
| 20 mei       | Chloe               | Dejndonos llevar            |
| 27 mei       | Chloe               | Dejndonos llevar            |
| 3 juni       | Shotta              | Los raperos nunca mueren    |
| 10 juni      | Shotta              | Los raperos nunca mueren    |
| 17 juni      | Shotta              | Los raperos nunca mueren    |
| 24 juni      | Shotta              | Los raperos nunca mueren    |
| 1 juli       | Marta Sanchez       | Miss Sanchez remixes        |
| 8 juli       | Marta Sanchez       | Miss Sanchez remixes        |
| 15 juli      | Marta Sanchez       | Miss Sanchez remixes        |
| 22 juli      | Fangoria            | El cementario de mis sueos  |
| 29 juli      | Innocence           | The show must go on         |
| 5 augustus   | Innocence           | The show must go on         |
| 12 augustus  | Xtreme              | Remixes                     |
| 19 augustus  | Innocence           | The show must go on         |
| 26 augustus  | Fangoria            | El cementario de mis sueos  |
| 2 september  | Nightwish           | Amaranth                    |
| 9 september  | Nightwish           | Amranth                     |
| 16 september | Nightwish           | Amranth                     |
| 23 september | Innocence           | The show must go on         |
| 30 september | Spanish Fly         | Mi gorra es mi corona       |
| 7 oktober    | Innocence           | The show muse go on         |
| 14 oktober   | Dave Gahan          | Kingdom                     |
| 21 oktober   | Mägo de Oz          | Y ahora voy a salir         |
| 28 oktober   | Dave Gahan          | Kingdom                     |
| 4 november   | Mägo de Oz          | Y ahora voy a salir         |
| 11 november  | Mägo de Oz          | Y ahora voy a salir         |
| 18 november  | Kylie Minogue       | 2 Hearts                    |
| 25 november  | Sylvia Pantoja      | Que poco arte               |
| 2 december   | Kylie Minogue       | 2 Hearts                    |
| 9 december   | Kylie Minogue       | 2 Hearts                    |
| 16 december  | The Who             | The singles box set         |
| 23 december  | The Who             | The singles box set         |
| 30 december  | El Arrebato         | Himno oficial de centenario |